# This Boy’s Life
This Boy’s Life (alternativer Langtitel: This Boy’s Life – Die Geschichte einer Jugend) ist ein US-amerikanisches Filmdrama mit Robert De Niro, Ellen Barkin und Leonardo DiCaprio aus dem Jahr 1993. Die Regie führte Michael Caton-Jones. Die Handlung beruht auf dem autobiographischen Roman This Boy’s Life von Tobias Wolff aus dem Jahr 1989.

## Handlung
Die alleinerziehende Mutter Caroline Wolff und ihr Sohn Tobias ziehen in den 1950er Jahren durch die USA. Sie leben zuerst in Florida, dann in Utah, in Seattle und schließlich in Concrete, Washington. Caroline heiratet dort Dwight Hansen, den sie charmant findet. Dwight hat bereits drei Kinder, zwei Jugendliche und eine etwas jüngere Tochter.
Die Ehe mit Hansen ist Caroline Wolff eingegangen, da sie sich der Erziehung des heranwachsenden Sohnes weder psychisch noch finanziell gewachsen fühlt. Sie ist eine selbständige Frau, die daran gewöhnt ist, ihren Lebensunterhalt zu verdienen, aber ihre Einkünfte sind gering. Die Ehe ist nicht liebevoll, das Sexualleben für die Frau unbefriedigend, sogar teilweise bedrohlich. Dwight benutzt seinen Stiefsohn als Ventil, um seine Minderwertigkeitsgefühle zu kompensieren. Vor seiner neuen Frau rechtfertigt er sein sadistisches, gewalttätiges und besitzergreifendes Verhalten als gute Erziehungsmaßnahme. Tobias, der sich selbst lieber Jack rufen lässt, brauche eben eine harte Hand. Caroline will anfangs ihren neu gesicherten Lebensstandard und die durch die Ehe garantierte Geborgenheit behalten. Als die Gewalttätigkeiten eskalieren, entscheidet sie sich für ihren Sohn und erhebt ihre Stimme gegen ihren Mann. Nach einer äußerst rohen Schlägerei zwischen Vater und Sohn verlässt sie zusammen mit dem Sohn die Familie.
Tobias ist es durch das Fälschen von Zeugnissen gelungen, ein Stipendium für eine Hochschule zu bekommen. Mutter und Sohn trennen sich nun und der Sohn reist zu seiner neuen Schule. Im Abspann läuft ein erzählender Text, der berichtet, wie das Leben aller im Film vorkommenden Personen weitergeht. Unter anderem wird berichtet, dass Tobias von der Schule fliegt, später aber selbst Universitätslehrer in Literatur wird. Der Titel des Films trägt den Untertitel: Eine wahre Geschichte.

## Hintergrund
Die Rolle der Caroline Wolff Hansen wurde zuerst Debra Winger angeboten, die die Rolle ablehnte. Tobias Wolff selbst meinte, dass nur Robert De Niro die Rolle des Hansen spielen könne, weil nur er denselben verachtenden Blick wie Hansen selbst habe.
Der Film spielte in den Kinos der USA 4,1 Millionen US-Dollar ein.

## Kritiken
James Berardinelli schrieb auf ReelViews, Leonardo DiCaprio zeige „unerwartet“ Leidenschaft und Rauheit. Robert De Niro spiele gut einen starken, innerlich zerrissenen Mann. Der Zuschauer könne sich mit den Charakteren identifizieren. Berardinelli kritisierte, einige wenige Szenen seien klischeehaft.
Roger Ebert schrieb in der Chicago Sun-Times vom 23. April 1993, die Darstellung von Robert De Niro gehöre zu seinen prägnantesten Darstellungen. Leonardo DiCaprio spiele gut genug, um neben De Niro bestehen zu können. Der Film sei hineinziehend.
Rita Kempley schrieb in der Washington Post vom 23. April 1993, dass der Film „nostalgisch“ sei, die Familie werde jedoch realistisch gezeigt. Die Darstellung von Leonardo DiCaprio verleihe dem Film seine Schärfe. Bemerkenswert sei auch das Spiel von Jonah Blechman.
Dem Lexikon des internationalen Films zufolge sei der Film eine „beeindruckend und stimmig inszenierte, hervorragend gespielte Milieu- und Charakterstudie, die einen realistischen Blick auf eine Kleinstadt und ihre geistige Enge vermittelt“.